# Selda Özbek
Selda Özbek Orpak (* 15. April 1972 in Izmir) ist eine türkische Schauspielerin.

## Leben und Karriere
Özbek wurde am 15. April 1972 in Izmir geboren. Sie absolvierte ihre Schulbildung in Izmir und begann ein Studium im Bereich Maschinenbau an der Akdeniz Üniversitesi. Später entschied sie sich, ihre Studienrichtung zu wechseln, und schloss ihr Studium an der Anadolu Üniversitesi im Fachbereich Darstellende Künste ab.
Ihr Debüt gab sie 1989 in der Fernsehserie Ver Allah. Zu ihren bekanntesten Werken gehören die Serien Bizimkiler, Selena, Yahşi Cazibe, Kimse Bilmez. Neben ihrer Arbeit im Fernsehen war sie auch in Theaterproduktionen aktiv und trat in verschiedenen Stücken auf, darunter Kör Dövüş, Oğlum Adam Olacak und Yaprak Dökümü.
Özbek ist Mutter eines Sohnes, der 2007 geboren wurde.

## Filmografie (Auswahl)
Filme
- 1999: Duruşma
- 2002: Gülüm
- 2007: Sünnet Davası

Serien
- 1989: Ver Allah
- 1989: Bizimkiler
- 1993: Yazlıkçılar
- 1995: Oğlum Adam Olacak
- 2002: Üvey Baba
- 2002: İyi Aile Robotu
- 2003: Çınaraltı
- 2005: Beşinci Boyut
- 2006: Selena
- 2010: Yahşi Cazibe
- 2011: Sihirli Annem
- 2015: Baba Candır
- 2019: Kimse Bilmez
- 2023–2024: Aşkımız Yeter
- 2023: Al Sancak